# Археолошки локалитет на потесу Прибој (Грнчар)
Археолошки локалитет на потесу Прибој је налазиште које је лоцирано око 2,5 км од места Грнчар, на територији општине Витина. Остаци грађевина откривени су на левој страни пута Грнчар — Летница. Зидови објекта, који је имао два нивоа, направљени су од притесаног камена и облутака. Као везивни материјал коришћен је кречни малтер. Од покретног археолошког материјала пронађени су остаци опека и керамика. Према депонији шљаке која је откривена око 500 метара од локалитета претпоставља се да су у питању биле радионице за топљење руде.